# Marco Lorenzi
Marco Lorenzi (ur. 20 czerwca 1993) – włoski lekkoatleta specjalizujący się w biegach sprinterskich.
Podczas igrzysk olimpijskich młodzieży w 2010 indywidualnie był pierwszy w finale B biegu na 400 metrów oraz był członkiem reprezentującej Europę sztafety szwedzkiej (razem z Polakiem Tomaszem Kluczyńskim, Rosjaninem Nikitą Ugłowem i Brytyjczykiem Davidem Bolarinwą), która wywalczyła srebrny medal. Wicemistrz Europy juniorów w biegu rozstawnym 4 x 400 metrów z 2011 roku. Brązowy medalista mistrzostw Europy do lat 23 w sztafecie 4 x 400 metrów (2013).
Rekordy życiowe: bieg na 400 metrów – 46,39 (18 czerwca 2011, Bressanone), rezultat ten jest juniorskim rekordem Włoch.

## Osiągnięcia
| Rok  | Impreza                                             | Miejsce  | Konkurencja        | Lokata     | Wynik   |
| ---- | --------------------------------------------------- | -------- | ------------------ | ---------- | ------- |
| 2010 | Eliminacje Europy do igrzysk olimpijskich młodzieży | Moskwa   | bieg na 400 m      | 2. miejsce | 47,05   |
| 2010 | Igrzyska olimpijskie młodzieży                      | Singapur | sztafeta szwedzka  | 2. miejsce | 1:52,11 |
| 2011 | Mistrzostwa Europy juniorów                         | Tallinn  | bieg na 400 m      | 4. miejsce | 46,42   |
| 2011 | Mistrzostwa Europy juniorów                         | Tallinn  | sztafeta 4 x 400 m | 1. miejsce | 3:06,46 |
| 2013 | Młodzieżowe mistrzostwa Europy                      | Tampere  | bieg na 400 m      | eliminacje | 46,98   |
| 2013 | Młodzieżowe mistrzostwa Europy                      | Tampere  | sztafeta 4 x 400 m | 3. miejsce | 3:05,10 |
| 2013 | Mistrzostwa świata                                  | Moskwa   | sztafeta 4 x 400 m | eliminacje | 3:03,88 |
| 2017 | Halowe mistrzostwa Europy                           | Belgrad  | bieg na 400 m      | eliminacje | 48,10   |